# 諸大夫
諸大夫（しょだいぶ）は、日本の古代から中世、近世にかけての官人の階層の名称。

## 概要
本来の律令体制においては、公卿に次ぐ身分を持つ四位・五位の貴族を指した呼称であった（ただし、参議については四位でも公卿である）。しかし、王朝国家体制に移行する10世紀末期から11世紀初めには、公卿・殿上人（昇殿を許された者）を除く官人（地下人、じげにん）のうちで四位・五位の者を指して諸大夫と呼称するようになった。王朝国家期には天皇個人と個々の廷臣の交際・関係性、すなわち昇殿の許しの有無を基準として貴族の階層が分化したため、元々の諸大夫階層から殿上人を区別除外する必要が生じたのである（なお、公卿でありながら昇殿を許されない「地下の君達（公達）」も存在したが、当然諸大夫には含まれず、格上に位置づけられる）。昇殿の資格は新天皇の即位によって白紙化される（改めて殿上人が定められる）ため、諸大夫に戻る者も登場することになるが、実際には家格によって「君達」と位置づけられたり、反対に「諸大夫」として位置づけられるようになっていく。前者としては藤原北家の中でも摂家をはじめとする藤原忠平の子孫や宇多源氏・醍醐源氏・村上源氏の人々が挙げられ、彼らは昇殿資格のない四位・五位のうちでも将来公卿になるものと当然視され「君達」と位置づけられた。いっぽう家司・家礼として摂家に奉仕する家格の者などが後者であり、公卿・殿上人になることがあっても諸大夫と位置づけられた。彼らは摂関期においては諸大夫に留まる存在であったが、院政期には人事権を掌握した上皇（治天の君）と院の近臣として関係を結ぶことにより、こうした諸大夫の家格のままながら昇殿や三位以上への叙位が認められる者が現れてくる。
10世紀から12世紀にかけての王朝国家体制を支えた実務官人の上層部は、主に諸大夫階層たる中下級貴族から供給された。昇進を重ねて五位に叙されると受領（現地赴任国司の筆頭官）として地方勤務に就き、強権を振るって蓄財に励むのが習いであった。諸大夫階層は、朝廷の官制機構の実質的な運営を担うとともに、清少納言や紫式部らが出自したことからもわかるように王朝文化の重要な担い手でもあった。この時代の上級武士も諸大夫階層であり、侍身分の一般武士を家人として統括することで武芸という実務を担う官人であった。
近世の公家においては、親王家・摂家などの家司を指す職名となった。
また、近世の武家においては、五位の大名・旗本がこの官位相当であるためこの職名で呼ばれた。